# Spathiphyllum perezii
Spathiphyllum perezii G.S.Bunting – gatunek wieloletnich, wiecznie zielonych roślin zielnych z rodzaju skrzydłokwiat, z rodziny obrazkowatych, występujący w Kolumbii i północno-wschodniej Wenezueli, zasiedlający równikowe lasy deszczowe.